# چارلز اولیویرا
چارلز اولیویرا (انگلیسی: Charles Oliveira; ۱۷ اکتبر ۱۹۸۹) ورزشکار هنرهای رزمی ترکیبی اهل برزیل است. وی از سال ۲۰۰۸ میلادی تاکنون مشغول فعالیت است. اولیویرا پیش‌تر کمربند قهرمانی دسته سبک‌وزن سازمان یواف‌سی را در اختیار داشت.

## زندگی
چارلز اولیویرا در خانواده‌ای تنگدست در مناطق زاغه‌نشین ویسنته دو کاروالیو در شهر توریستی گواروجا، واقع در سائوپائولوی برزیل به دنیا آمد. چارلز مثل تمام برزیلی‌ها دوست داشت فوتبالیست شود و رؤیای تبدیل شدن به یک بازیکن حرفه‌ای را در سر داشت، اما در ۷ سالگی احساس بیماری کرد، دردهایی طولانی حس می‌کرد و در راه رفتن مشکل داشت و حتی بعضی اوقات نمی‌توانست پاهایش را حرکت دهد. تشخیص داده شد که او تب روماتیسمی و سوفل قلبی (صداهای غیرمعمول قلب) دارد که این موضوع درد شدیدی در قسمت مچ پای او ایجاد می‌کرد.
پزشک به خانواده‌اش گفت که ممکن است فلج شود. علی‌رغم همهٔ این مشکلات، اولیویرا توسط همسایه‌ای به نام «پائولو» با جوجیتسوی برزیلی آشنا شد، در حالی که خانواده‌اش درآمد بسیار کمی داشتند اما خوشبختانه مربی یک باشگاه جوجیتسو، کلاس‌هایی را به‌عنوان بخشی از یک برنامه اجتماعی به صورت رایگان برای بچه‌هایی که توانایی پرداخت شهریه باشگاه را نداشتند ارائه می‌کرد. خانواده او با جمع‌آوری و فروش ضایعات خیابانی و مقواهای دور ریخته شده به آموزش او کمک کردند. «پائولو»، مردی که چارلز را با جوجیتسو آشنا کرد، بعداً به اتهام تیراندازی در ویسنته دو کاروالیو زمانی که چارلز ۱۴ ساله بود دستگیر شد.
چارلز اولیویرا در سن ۱۲ سالگی تمرین در جیوجیتسو برزیلی را زیر نظر راجر کوئیلو آغاز کرد و کمربند سفید جوجیتسو را در سال ۲۰۰۳ به دست آورد. او کمربند مشکی خود در جوجیتسوی برزیلی را زیر نظر اریکسون کاردوسو و خورخه «ماکاکو» پاتینو در سال ۲۰۱۰ دریافت کرد.
نام مستعار چاراز اولیویرا "do Bronx" است که به معنای کلمه "از برانکس" است. "Bronx" یک اصطلاح عامیانه بود که برای زاغه‌نشین‌ها و محله‌های فقیرنشین استفاده می‌شد. او در مصاحبه ای فاش کرد: "برانکس به این دلیل است که یک زاغه‌نشین هستم، do هم یعنی حومه، دوبرانکس یعنی جایی که من از آنجا آمده‌ام. "Do Bronx" عملاً زمانی به وجود آمد که برای شرکت در یک مبارزه آماتور رفتم و به من گفتند: دوبرانکس! اما من فقط چارلز اولیویرا بودم. وقتی برای مسابقات قهرمانی جوجیتسو می‌رفتیم همیشه به ما اشاره می‌کردند و با تمسخر می‌گفتند «زاغه‌نشین‌ها را نگاه کنید!».

## سبک مبارزه
سبک مبارزه او بیشتر مبتنی بر گرپلینگ است هرچند در استرایکینگ یا مبارزهٔ سرِ پا هم متبحر است و قدرت ناک‌اوت حریف را هم دارد. نقطه ضعف او دریافت پانچ‌های زیاد در طول مبارزه است که خیلی‌ها این موضوع را به چشمان ضعیف چارلز ربط می‌دهند. او با شروع مبارزه با ریتم و تمپوی بالا به سمت حریف حمله‌ور می‌شود و کاملاً هجومی مبارزه می‌کند که این موضوع هم طبیعتاً می‌تواند ریسک آسیب دیدن و دریافت ضربه را افزایش دهد.